# Rex Harold Kuchel
Rex Harold Kuchel ( 1917 - 1986) fue un botánico australiano.
Cursó sus estudios en el "Roseworthy Agricultural College", de Adelaida.
Desarrolla su carrera de investigación en el "Jardín botánico de Adelaida. También fue perito forense botánico. 

## Honores
En 1973 recibe la "Medalla ROCA al Mérito".
- La abreviatura «Kuchel» se emplea para indicar a Rex Harold Kuchel como autoridad en la descripción y clasificación científica de los vegetales.[1]